# Grand Prix des Marbriers 2016
La 55e édition du Grand Prix des Marbriers a eu lieu le 23 août 2016. Elle fait partie du calendrier UCI Europe Tour 2016 en catégorie 1.2.

## Classement final
| \| Classement général \| Classement général \| Classement général \| Classement général \| Classement général \| \| Coureur \| Coureur \| Pays \| Équipe \| Temps \| \| ------------------ \| ------------------ \| ------------------ \| ----------------------- \| ------------------ \| \| 1er \| Emiel Planckaert \| Belgique \| Lotto-Soudal U23 \| 3 h 44 min 04 s \| \| 2e \| Gordon De Winter \| Belgique \| Color Code-Arden'Beef \| + 0 s \| \| 3e \| Robbe Ghys \| Belgique \| Lotto-Soudal U23 \| + 0 s \| \| 4e \| Graham Briggs \| Royaume-Uni \| JLT Condor \| + 0 s \| \| 5e \| Kévin Lalouette \| France \| EC Raismes Petite-Forêt \| + 0 s \| |                  |             |                         |                 |
| |                  |             |                         |                 |
| Source : ProCyclingStats |                  |             |                         |                 |
| Classement général |                  |             |                         |                 |
| Coureur | Coureur          | Pays        | Équipe                  | Temps           |
| 1er | Emiel Planckaert | Belgique    | Lotto-Soudal U23        | 3 h 44 min 04 s |
| 2e | Gordon De Winter | Belgique    | Color Code-Arden'Beef   | + 0 s           |
| 3e | Robbe Ghys       | Belgique    | Lotto-Soudal U23        | + 0 s           |
| 4e | Graham Briggs    | Royaume-Uni | JLT Condor              | + 0 s           |
| 5e | Kévin Lalouette  | France      | EC Raismes Petite-Forêt | + 0 s           |